# Neochera stibostechia
Neochera stibostechia är en fjärilsart som beskrevs av Butler 1875. Neochera stibostechia ingår i släktet Neochera och familjen nattflyn. Inga underarter finns listade i Catalogue of Life.